# Dilong paradoxus
Dilong paradoxus è un dinosauro teropode scoperto nel 2004. Il suo cranio rivela affinità con quello dei tirannosauridi: è più allungato ma la dentatura presenta forti somiglianze con quella di Tyrannosaurus rex. Altra particolarità è la presenza di un sottile strato di piume filiformi che ricopre il corpo di Dilong. Questa caratteristica fece pensare, ancor prima della scoperta di Yutyrannus huali, che anche i tirannosauridi avessero, almeno nei primi anni di vita, un semplice manto di piume.

## Un piccolo tirannosauro piumato

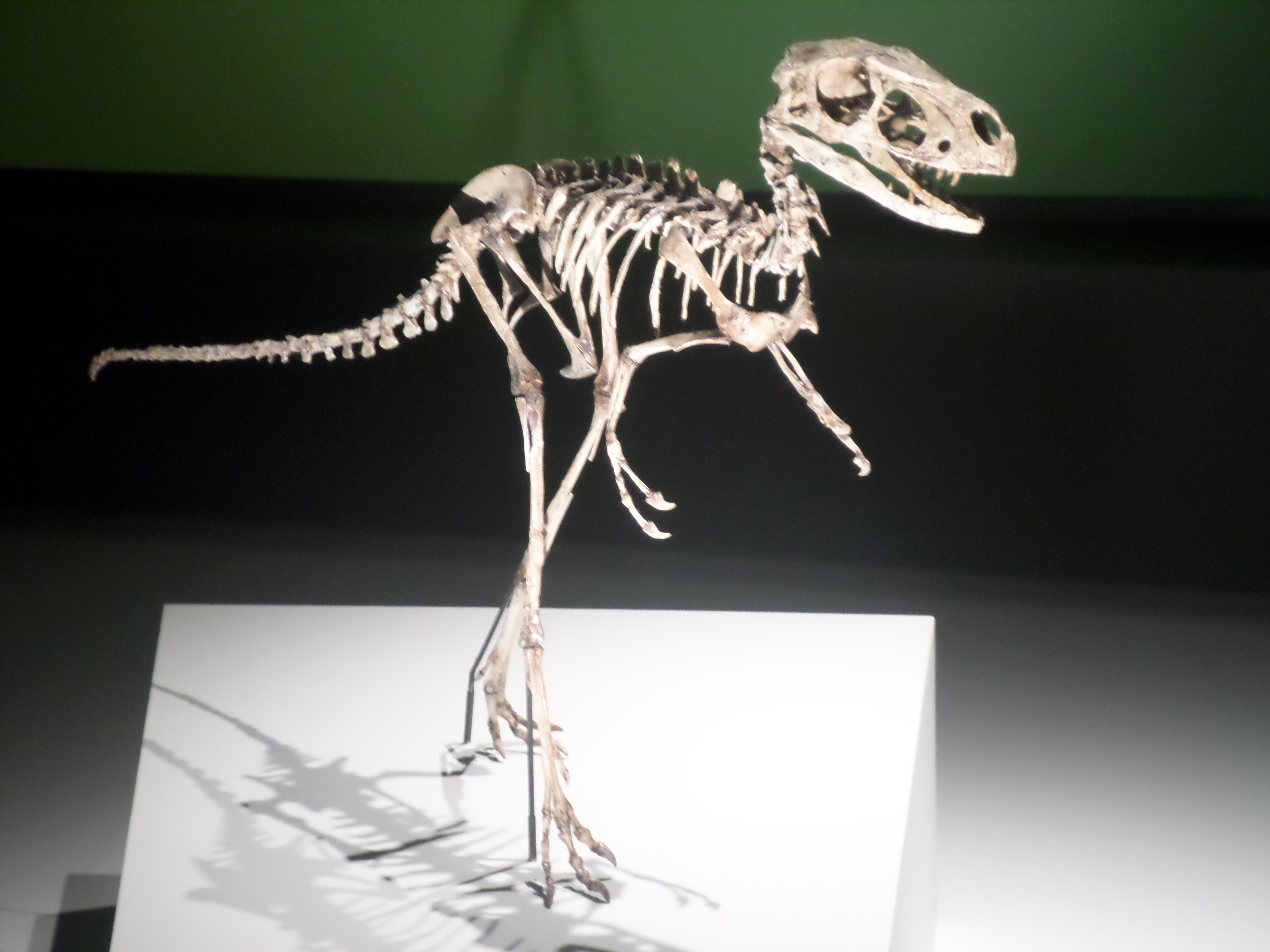
Scheletro di Dilong

Dilong paradoxus, il cui nome significa "drago imperatore paradosso", è un piccolo tirannosauroide scoperto negli strati, risalenti al Cretaceo inferiore, della celeberrima formazione Yixian della Cina, la quale ha già restituito alla luce altri resti di dinosauri piumati (Sinosauropteryx, Sinornithosaurus, Beipiaosaurus). Questo dinosauro è uno dei tirannosauroidi più primitivi, e i fossili dimostrano chiaramente che il suo corpo era coperto di piume. Il suo nome sintetizza la scoperta di un parente piumato di Tyrannosaurus: un drago mitologico (Dilong) ma con una caratteristica paradossale: le piume, e anche la piccola taglia. Dilong infatti non superava il metro e mezzo di lunghezza. Le piume si sono fossilizzate intorno alla regione della mascella e della coda, e non sono sviluppate come moderne penne, mancando di una struttura centrale; esse probabilmente erano usate per regolare la temperatura corporea. I tirannosauridi adulti scoperti in Alberta e Mongolia mostrano in qualche caso impronte della pelle, che appare scagliosa come nei tipici dinosauri, perciò basandosi solo su questi resti si potrebbe pensare che solo i giovani tirannosauroidi, e le forme di piccola taglia come Dilong, erano piumati. Tuttavia il ritrovamento di Yutyrannus, un grande tirannosauroide dotato di piume su larga parte del corpo, suggerisce che altri grandi dinosauri di questo gruppo potessero presentare un piumaggio, anche piuttosto esteso, specialmente se vissuti in ambienti freddi.

## Parentele
Dilong è stato il primo tirannosauroide dotato di piume ad essere scoperto. Esistono tuttavia forme più antiche e primitive ad esso simili, che potrebbero essere state piumate anch'esse. È il caso di Stokesosaurus del Colorado, di Aviatyrannis del Portogallo e di Guanlong della Cina, tutti risalenti al Giurassico superiore. Un altro stretto parente di Dilong potrebbe essere Itemirus del Cretaceo superiore dell'Uzbekistan.